# Montecristo, Venustiano Carranza
Montecristo är en ort i Mexiko.   Den ligger i kommunen Venustiano Carranza och delstaten Chiapas, i den sydöstra delen av landet, 800 km sydost om huvudstaden Mexico City. Montecristo ligger 604 meter över havet och antalet invånare är 252.
Terrängen runt Montecristo är kuperad åt nordväst, men åt sydost är den platt. Runt Montecristo är det ganska glesbefolkat, med 50 invånare per kvadratkilometer. Närmaste större samhälle är Venustiano Carranza, 3,0 km norr om Montecristo. I omgivningarna runt Montecristo växer huvudsakligen savannskog.